# Микуличі (Польща)
Микуличі (Мікуліче, пол. Mikulicze) — село в Польщі, у гміні Милейчиці Сім'ятицького повіту Підляського воєводства. Населення — 67 осіб (2011).

## Історія
Вперше згадується 1444 року.
У 1975—1998 роках село належало до Білостоцького воєводства.

## Демографія
Демографічна структура станом на 31 березня 2011 року:
|          | Загалом | Допрацездатний вік | Працездатний вік | Постпрацездатний вік |
| -------- | ------- | ------------------ | ---------------- | -------------------- |
| Чоловіки | 33      | 6                  | 14               | 13                   |
| Жінки    | 34      | 4                  | 7                | 23                   |
| Разом    | 67      | 10                 | 21               | 36                   |